# Ernst Schmachtenberg

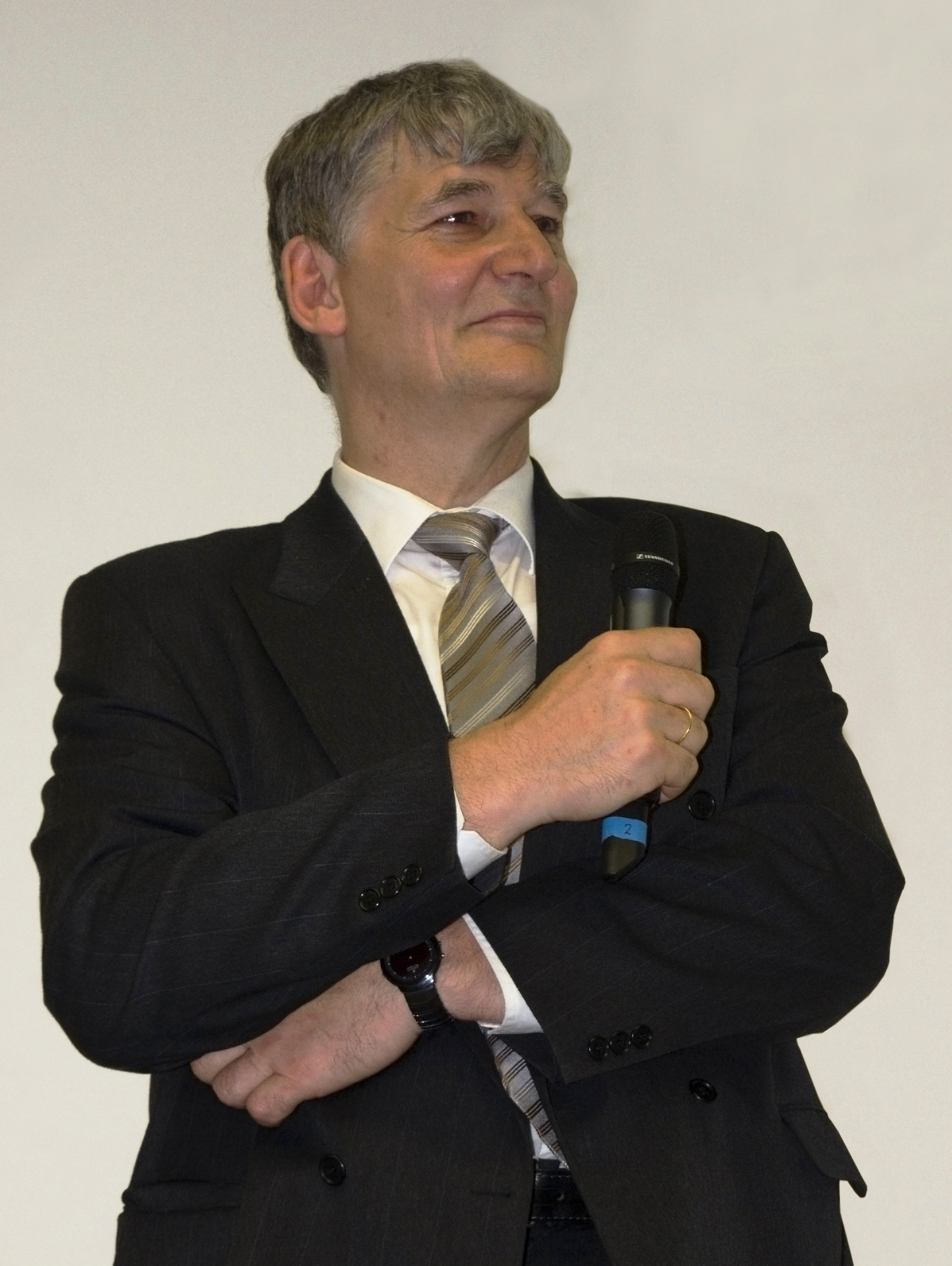
Ernst Schmachtenberg

Ernst Michael Schmachtenberg (* 26. April 1952 in Aachen) ist ein deutscher Ingenieur. Er war Professor für Kunststofftechnik und von 2008 bis 2018 Rektor der RWTH Aachen.

## Leben
Ernst Schmachtenberg studierte Maschinenbau mit Schwerpunkt Kunststofftechnik an der RWTH Aachen und wurde 1985 am dortigen Institut für Kunststoffverarbeitung (IKV) bei Georg Menges mit einer Arbeit zur Werkstoffkunde der Kunststoffe zum Dr.-Ing. promoviert. Anschließend leitete er die Abteilung Formteilauslegung, Werkstoffkunde und Faserverbundwerkstoffe im IKV. 1987 wechselte er als Leiter Forschung & Entwicklung zum Süddeutschen Kunststoff-Zentrum (SKZ) in Würzburg, wo er später die Leitung der Prüfanstalt übernahm. Von 1990 bis 1992 schloss sich eine Tätigkeit in der Anwendungstechnik Thermoplaste bei der Bayer AG in Leverkusen an. Nach Tätigkeiten in der verfahrenstechnischen Entwicklung für das Spritzgießen übernahm er die Leitung der dortigen Abteilung für Konstruktion, Formteilprüfung und CAE.
1993 wurde Schmachtenberg auf den Lehrstuhl für Kunststofftechnik der Universität-Gesamthochschule Essen und zum Geschäftsführer des Instituts für Kunststoffe im Maschinenbau GmbH (IKM) berufen, eines Tochterunternehmens des Rheinisch-Westfälischen TÜV in Essen. Von 1996 bis 2000 war er zusätzlich Prorektor der Universität-Gesamthochschule Essen mit Zuständigkeit für Personal und Finanzen. Wegen der Zusammenführung der Universitäten Essen und Duisburg und der Auflösung des dortigen Studienganges Kunststofftechnik wechselte er zurück nach Aachen, wo er den Lehrstuhl für Kunststoff-Werkstofftechnik am IKV übernahm. Die Schwerpunkte seiner wissenschaftlichen Arbeit am IKV lagen im Bereich der Werkstofftechnik der Kunststoffe, der faserverstärkten Kunststoffe, der Produktentwicklung und der rechnergestützten Konstruktion.
Vom 1. April 2006 bis zum 31. Juli 2008 war er als Nachfolger von Gottfried Wilhelm Ehrenstein Inhaber des Lehrstuhls für Kunststofftechnik (LKT) an der Universität Erlangen-Nürnberg.
Schmachtenberg war bis 2006 Leiter der Arbeitsgruppe Innovation in der nordrhein-westfälischen Brancheninitiative „Kunststoffland NRW“ und seit Gründung des Wissenschaftlichen Arbeitskreises der Universitäts-Professoren der Kunststofftechnik e. V. (WAK) im Jahr 1999 bis November 2005 dessen stellvertretender Sprecher. Daneben ist er stellvertretender Vorsitzender des Wissenschaftlichen Arbeitskreises Werkstofftechnik e. V.
Vom 1. August 2008 bis 31. Juli 2018 war Ernst Schmachtenberg Rektor der RWTH Aachen und damit Nachfolger von Burkhard Rauhut. Er war außerdem von 2010 bis 2013 Präsident des TU9 (TU9 German Universities of Technology e. V., Zusammenschluss neun führender Technischer Universitäten in Deutschland) und von 2014 bis 2018 Präsident der IDEA League. Von 2010 bis 2015 war er zudem Vorsitzender des Wissenschaftlichen Beirats und Präsidiumsmitglied des Vereins Deutscher Ingenieure (VDI). Schmachtenberg ist Mitglied der Deutschen Akademie der Technikwissenschaften (Acatech).
Schmachtenberg arbeitet und publiziert insbesondere auf dem Gebiet der Werkstofftechnik der Kunststoffe, der faserverstärkten Kunststoffe der Kunststoffbauteilentwicklung und rechnergestützten Konstruktion.
Sein jüngerer Bruder ist Rolf Schmachtenberg, beamteter Staatssekretär im Bundesministerium für Arbeit und Soziales.

## Schriften
- Haberstroh, Michaeli, Schmachtenberg, Menges: Werkstoffkunde Kunststoffe, ISBN 3-446-21257-4
- Oberbach, Baur, Brinkmann, Schmachtenberg: Saechtling Kunststoff Taschenbuch, ISBN 3-446-22670-2

## Werke
- Literatur von und über Ernst Schmachtenberg im Katalog der Deutschen Nationalbibliothek